# Assumpció Forcada
Assumpció Forcada Florensa (Sudanell, Segrià, 27 de novembre de 1947) és Poeta, Feminista, Cantautora, Biòloga, Reivindicadora de la Poesia
Té 37 llibres publicats:  
Immunitat (1990), Flora sapiens (1994), Caducifolium (rus-català) (1994), Caducifolium antologia de poemes, Habitat (1996), Ecosistema (1998), Germinació (2000), Evolutio (2000), Cosmos, (2002),  Fotosintesi (2004), Prisma (2005), Semillas (2005), Rails (2007), Univers (2008), Geodinàmica (2009), H2O(2010), Meteorologia (2011), Científiques, (2011), Química i Física (2012), Tecnologia (2013),    Elma, la gosseta intel·ligent (2014), Frutos (2014), La veu del mar, Poemes olímpics (2016), Iceland, Suomi Finlandia (2019), 25 de novembre (2019), El foc que mai no s'apaga (2020), Emprentes d'hivern (2021), Biosfera en perill (2021), Pintora Remedios Baro (2021), Jardín de la vida(2021), Temps de verema (2022) No a la guerra (2022), La veu dels quadres (2023), Les flors que parlen  (2023), Creadoras con duende.
Ha participat en recitals poètic musicals en emissores de ràdio, universitats (UB, El Escorial, Ávila, Salamanca) instituts, centres culturals (Girona, Lleida, Saragossa, Madrid,Barcelona, Prat de Llobregat, Sant Sadurní d´Anoia, Vilanova i la Geltrú, Málaga, Salamanca) i fora de les nostres fronteres: Itàlia, Alemanya, Finlàndia, Rússia, Irlanda, Dinamarca, Anglaterra, Portugal, Argentina i França.
Innovadora del llenguatge poètic alguns dels seus poemes han estat traduïts a diferents llengües: italià, francès, rus, alemany, anglès, castellà, italià, portuguès, islandès. i formen part de diverses antologies i revistes literàries i vídeos.
Guanyadora del primer premi de poesia Joan Sitjar. Amb Fina R. Palau ha organitzat cicles de poesia: Centre comarcal Lleidatà, Casa de Menorca i segueix actualment escrivint , fent recitals i divulgant la poesia.
Va ser professora de batxillerat a l´IES Joan Oró de Lleida i a l'IES Arnau Cadell de Sant Cugat del Vallès i resideix a Barcelona.
Cosmos és una col·lecció de poesia d'Assumpció Forcada, publicada el 2002. Tots els poemes del llibre són poemes acròstics, és a dir, que cada vers comença amb una lletra del títol del poema. N'és un exemple el poema "Mercuri":
| « | Massa sol, Esperar sense ombra, fa Rodolar el cap Com si tot marxés. Un silenci, un desert Rere cada pedra I el vent que s'enduu la sorra dels records. | » |